# 東港公學校
東港公學校設立於1898年（日本明治31年），為台灣日治時期東港街的第一所公學校。

## 歷史沿革
- 明治31年（1898年）11月11日，東港公學校在臺灣總督府授權[1]、地方仕紳協力[2]下興辦。由日本籍藍原新次初代校長，以今之東港鎮 、林邊鄉、琉球鄉、新園鄉等一鎮三鄉為學區[3]。草創時期曾暫借「王爺廟」（即 東港東隆宮）為教室上課[3]；校址落成於東港街東港736番地（現 屏東縣東港鎮新勝里中正路49號）。
- 明治35年（西元1902年）12月3日遷至東港街東港49番地（即 現今東港鎮新勝里中正路49號）；時任校長：津田精一。
- 大正5年（西元1907年）4月24日，因舊校址面積狹小，遷至東港街新街280番地，（今 東港鎮興東里8號）；時任校長：香曾我部吉治[4]。
- 昭和16年（西元1941年）4月1日學制變更，《臺灣教育令》再度修正，將小學校小學校 、蕃人公學校與公學校一律改稱為國民學校；東港公學校方改名為東港東國民學校[3]。
- 昭和17年（西元1942年）4月1日增設二年制高等科，同年6月2日合併東港街立東港青年學校[4]。
- 西元1945年（日本帝國昭和20年；中華民國34年），台灣政權轉移，本校亦於十二月十九日受高雄州接管委員會接收[4]。

### 歷任校長[5]
| 任期 | 姓名         | 就任日期       | 卸任日期       | 備註                                                 |
| ---- | ------------ | -------------- | -------------- | ---------------------------------------------------- |
| 1    | 藍原新次     | 1898年11月2日  | 1900年3月9日   | 本校首任校長                                         |
| 2    | 宮本一學     | 1899年3月9日   | 1900年2月2日   |                                                      |
| 3    | 池田次郎     | 1900年2月2日   | 1900年12月28日 |                                                      |
| 4    | 思田勇之進   | 1900年12月28日 | 1901年10月1日  |                                                      |
| 5    | 津田精一     | 1901年10月11日 | 1904年3月31日  |                                                      |
| 6    | 西谷寅吉     | 1905年5月24日  | 1914年3月15日  | 任期最長者（3,218日）                                |
| 7    | 香增我部吉次 | 1914年4月14日  | 1918年3月31日  | 首位上任前即有任公學校校長經驗（曾任楓港公學校校長） |
| 8    | 神谷彥郎     | 1918年4月18日  | 1925年3月31日  |                                                      |
| 9    | 岩隈勁造     | 1925年3月31日  | 1927年3月31日  |                                                      |
| 10   | 大川正一     | 1927年3月31日  | 1928年3月31日  |                                                      |
| 11   | 渡邊猛郎     | 1928年3月31日  | 1935年3月31日  |                                                      |
| 12   | 赤座重男     | 1935年3月31日  | 1936年3月31日  |                                                      |
| 13   | 三谷節       | 1936年3月31日  | 1937年3月31日  |                                                      |
| 14   | 草野門藏     | 1937年4月16日  | 1938年4月15日  |                                                      |
| 15   | 幸幸矢部     | 1938年4月15日  | 1939年4月17日  |                                                      |
| 16   | 中園昌一     | 1939年4月      | 1943年12月13日 | 就任日不詳；末任東港公學校校長（任期間改制國民學校） |